# ناروی، نیو ساوت ولز
ناروی (به انگلیسی: Narwee) یک حومه شهر در استرالیا است که در نیو ساوت ولز واقع شده‌است.

## جستارهای وابسته

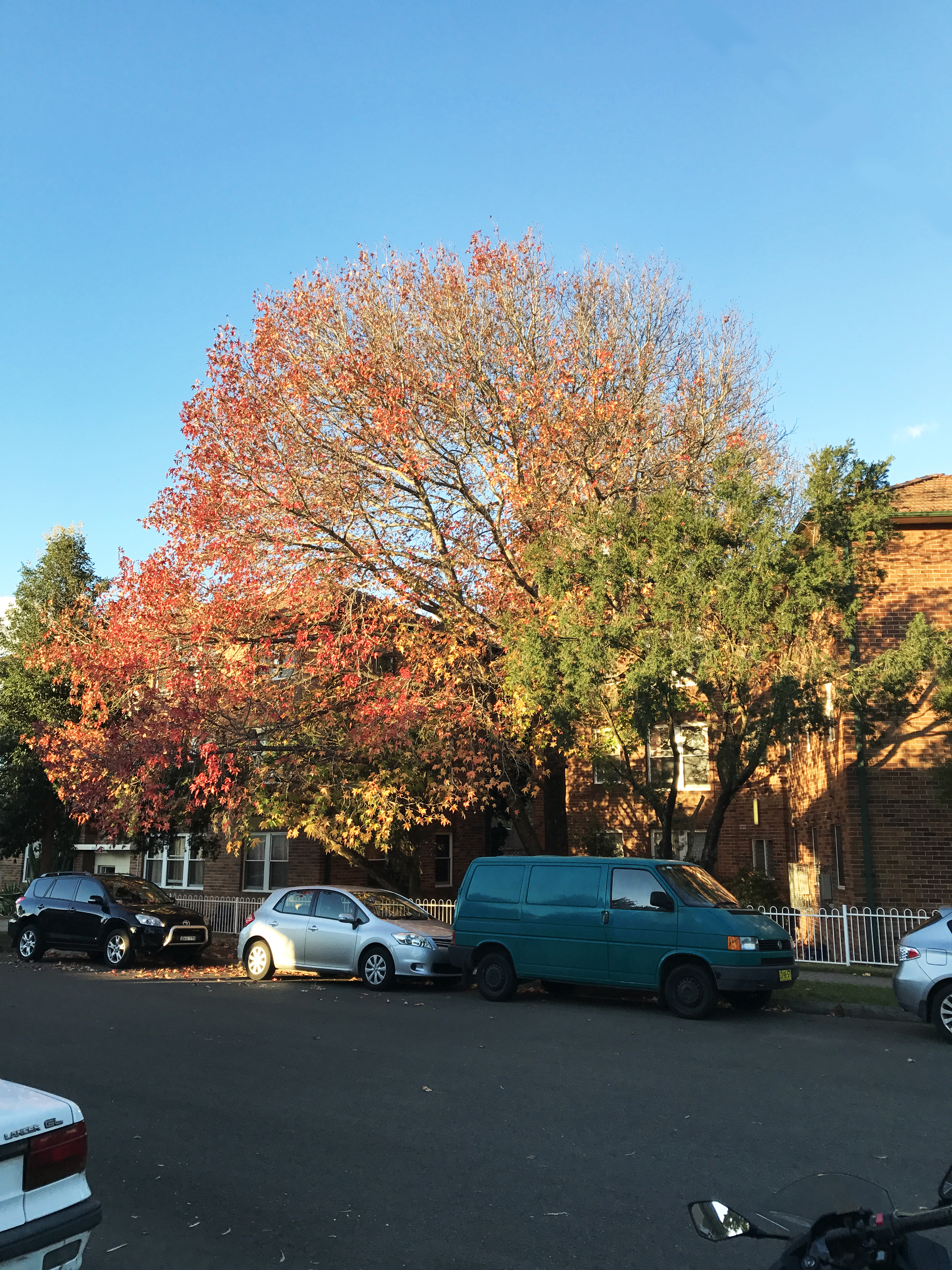
فصل پاییز در منطقه مسکونی ناروی در نیوساوت ولز